# Étang de Gondrexange
Der Étang de Gondrexange (deutsch Gunderchinger Weiher oder Weiher von Gondrexange) ist ein See in der Region Grand Est, im Südosten des Départements Moselle, in der Nähe von Sarrebourg (Saarburg) im historischen Lothringen. Der See mit einer Fläche von 770 Hektar ist nach dem Ort Gondrexange (Gunderchingen) benannt, der im Südosten liegt. Er wird vom namensgleichen Bach Gondrexange durchquert, der zur Saar entwässert. Im 46,8 km² großen Einzugsgebiet des Sees liegt eine Reihe weiterer Weiher.
Der See entstand 1373, als Adlige mehrere kleinere Weiher zusammenlegen ließen. Um 1855 wurden der Rhein-Marne-Kanal (Canal de la Marne au Rhin) durch den See geführt. 1866 wurde der Saarkanal (Canal des Houillières de la Sarre) eröffnet, der im See vom Rhein-Marne-Kanal abzweigt. Seitdem besteht der See aus mehreren Teilen, die durch Durchlässe unter den Kanälen miteinander verbunden sind.
Beim Bau des Rhein-Marne-Kanals wurde das Stauziel des Sees um 0,5 Meter erhöht, so dass es 1,5 Meter über dem Wasserspiegel des Kanals lag. Normalerweise diente die Saar der Speisung des Kanals; in Trockenzeiten wurde der Étang de Gondrexange mit einem Nutzvolumen von 6,3 Millionen m³ herangezogen. Nach 1894 wurde der Kanal für größere Schiffe ausgebaut. Um den dadurch größeren Wasserverbrauch zu decken, wurde das Stauziel des Étang de Gondrexange nochmals um 1,2 Meter erhöht. Zudem wurde am See ein Pumpwerk ⊙ gebaut, das bei hohem Abfluss der Saar Wasser vom Kanal in den See und bei Trockenheit Wasser aus dem See in den Kanal pumpt. Damit stand bislang nicht nutzbares Volumen des Sees unterhalb des Kanal-Wasserspiegels zur Verfügung; das Nutzvolumen stieg auf rund 16 Millionen m³.
Am See liegen ein kommunaler Campingplatz, ein Restaurant, ein Badestrand und eine Kanu/Tretbootstation. Er eignet sich zum Angeln, Schwimmen und Segeln. Motorboote sind nicht erlaubt. Um den See herum führt ein befestigter Wanderweg, der mittels einer Brücke auch den Rhein-Marne-Kanal quert. 
Der Radweg von Saarbrücken nach Straßburg führt am Étang de Gondrexange vorbei.